# Judith Anderson

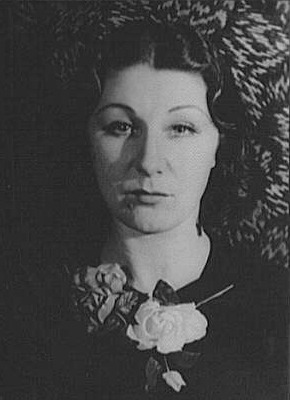
Judith Anderson im Jahr 1934

Dame Judith Anderson, eigentlich Frances Margaret Anderson (* 10. Februar 1897 in Adelaide, South Australia; † 3. Januar 1992 in Santa Barbara, Kalifornien), war eine australische Schauspielerin.

## Leben
Judith Anderson wurde im australischen Adelaide geboren, wo sie auch ihre Schulausbildung absolvierte. Nachdem sie bereits in Australien Erfahrungen als Schauspielerin gesammelt hatte, zog sie 1918 nach New York City in die Vereinigten Staaten. Am Broadway konnte sich die Schauspielerin durch Auftritte in Shakespeare-Stücken einen guten Ruf erarbeiten. Sie spielte 1928 die Nina Leeds in Eugene O’Neills Strange Interlude und 1932 Lavinia in O’Neills Mourning Becomes Electra.
Zwischen den 1930er und 1950er Jahren zählte sie zu den bedeutendsten Charakterdarstellerinnen am Broadway. Als sie Anfang der 1930er Jahre am Broadway im Stück Cobra auftrat, legte sie den Weg zwischen ihrer Wohnung und dem Theater ständig unter Polizeischutz sowie in Begleitung ihres Hundes Rex zurück, da sie Juwelen im Wert von 1 Million US-Dollar (entspricht heute ungefähr 16,2 Millionen US-Dollar) trug. Zu den Höhepunkten ihrer Bühnenlaufbahn zählen die Gertrude mit John Gielgud als Hamlet im Jahr 1936, die Lady Macbeth in der Londoner (1937) und New Yorker (1941) Produktion von Macbeth sowie die Titelrolle in Robinson Jeffers’ Bearbeitung der griechischen Tragödie Medea im Jahr 1947. Für ihren Auftritt am Broadway in Medea wurde sie mit dem Tony Award ausgezeichnet.
Seit den 1940er Jahren arbeitete Anderson neben ihrer Theaterarbeit auch immer wieder als Nebendarstellerin im Hollywood-Kino. Große Bekanntheit erreichte insbesondere ihre Darstellung der krankhaft eifersüchtigen Mrs. Danvers in Alfred Hitchcocks späterem Filmklassiker Rebecca (1940). Für diesen Auftritt erhielt sie eine Oscar-Nominierung als beste Nebendarstellerin. Fortan spielte sie eine Reihe zumeist düsterer, geheimnisvoller Frauen, so etwa die verdächtige Tante Ann Treadwell in Laura (1944) sowie die Emily Brent in der Agatha-Christie-Verfilmung Das letzte Wochenende (1945). 1958 verkörperte sie die Rolle der Big Mama in der Theaterverfilmung Die Katze auf dem heißen Blechdach (1958) mit Elizabeth Taylor und Paul Newman in den Hauptrollen. Als Fernsehdarstellerin gelang Anderson das Kuriosum, für dieselbe Rolle (Lady Macbeth) in zwei verschiedenen Produktionen von Macbeth jeweils einen Emmy Award zu erhalten.
1960 wurde sie als Dame Commander des Order of the British Empire geadelt. Bis ins hohe Alter blieb Anderson als Schauspielerin aktiv: 1984 war sie etwa in Star Trek III: Auf der Suche nach Mr. Spock zu sehen, im selben Jahr übernahm die damals 87-jährige Anderson auch eine der Hauptrollen in der Fernsehserie California Clan. Zuletzt lebte Judith Anderson in Santa Barbara, wo sie 1992 im Alter von 94 Jahren an den Folgen einer Lungenentzündung starb. Sie war zweimal verheiratet, beide Ehen wurden geschieden.

## Filmografie (Auswahl)
- 1930: Madame of the Jury (Kurzfilm)
- 1933: Blood Money
- 1940: Rebecca
- 1941: Lady Scarface
- 1942: Agenten der Nacht (All Through the Night)
- 1942: Kings Row
- 1943: Aufstand in Trollness (Edge of Darkness)
- 1943: Stage Door Canteen
- 1944: Laura
- 1945: Das letzte Wochenende (And Then There Were None)
- 1946: Tagebuch einer Kammerzofe (The Diary of a Chambermaid)
- 1946: Die seltsame Liebe der Martha Ivers (The Strange Love of Martha Ivers)
- 1947: The Red House
- 1947: Verfolgt (Pursued)
- 1947: Tycoon
- 1950: Die Farm der Besessenen (The Furies)
- 1953: Salome
- 1956: Die zehn Gebote (The Ten Commandments)
- 1958: Die Katze auf dem heißen Blechdach (Cat on a Hot Tin Roof)
- 1960: Aschenblödel (Cinderfella)
- 1961: Herein ohne anzuklopfen (Don't Bother To Knock)
- 1970: Ein Mann, den sie Pferd nannten (A Man Called Horse)
- 1974: Familiengeheimnisse (The Underground Man, Fernsehfilm)
- 1975: Inn of the Damned
- 1984: Star Trek III: Auf der Suche nach Mr. Spock (Star Trek III: The Search for Spock)
- 1984–1987: California Clan (Santa Barbara, Fernsehserie, 66 Folgen)
- 1985: Impure Thoughts

## Auszeichnungen
- 1941: Oscar-Nominierung als beste Nebendarstellerin für Rebecca
- 1948: Tony Award als Beste Schauspielerin für Medea
- 1951: Primetime-Emmy-Award-Nominierung als beste Darstellerin
- 1955: Primetime-Emmy-Award-Nominierung als beste Darstellerin für Macbeth
- 1959: Primetime-Emmy-Award-Nominierung als beste Darstellerin für The DuPont Show of the Month
- 1961: Primetime-Emmy-Award-Nominierung als beste Darstellerin für Macbeth
- 1968: Primetime-Emmy-Award-Nominierung als beste Hauptdarstellerin für Elizabeth the Queen
- 1971: Laurel-Award-Nominierung als beste Nebendarstellerin für Ein Mann, den sie Pferd nannten  (vierter Platz).
- 1971: Western Heritage Award für Ein Mann, den sie Pferd nannten
- 1974: Primetime-Emmy-Award-Nominierung für die beste Leistung in einem Kinderprogramm für The Borrowers
- 1983: Primetime-Emmy-Award-Nominierung als beste Nebendarstellerin für Medea
- 1985: Primetime-Emmy-Award-Nominierung als beste Nebendarstellerin in Star Trek III
- 1986: Daytime-Emmy-Award-Nominierung als beste Nebendarstellerin in  Santa Barbara